# Gymnoscelis improbata
Gymnoscelis improbata är en fjärilsart som beskrevs av Philipp Christoph Zeller 1846. Gymnoscelis improbata ingår i släktet Gymnoscelis och familjen mätare. Inga underarter finns listade i Catalogue of Life.